# 월건
월건(月建)은 월(月)에 부여되는 간지를 말한다. 예를 들어 2025년 04월의 월건은 경진이다. 월건은 음력으로 11, 12, 1, 2, …, 8, 9, 10월에 각각 자(子), 축(丑), 인(寅), 묘(卯), …, 유(酉), 술(戌), 해(亥)월로 부여한다. 월건의 시작이 11월인 까닭은, 음력이 정형화된 뒤로 여러 차례 역법 개정이 있었고, 그러한 역법 개정이 있기 전 최초의 음력에서 11월(정확하게는 동지)을 정월로 삼았기 때문이다. 윤달에는 월건을 부여하지 않는다. 또, 월건은 60월마다 같은 간지가 반복되는데, 2025년 04월이 경진월이므로 그 달부터 60월(5년) 전인 2020년 04월과 60월(5년) 후인 2030년 04월 역시 경진월이 된다.

## 연주(年柱)별 월건
| 연간 1 | 연간 2 | 1월  | 2월  | 3월  | 4월  | 5월  | 6월  | 7월  | 8월  | 9월  | 10월 | 11월 | 12월 |
| ------ | ------ | ---- | ---- | ---- | ---- | ---- | ---- | ---- | ---- | ---- | ---- | ---- | ---- |
| 甲     | 己     | 丙寅 | 丁卯 | 戊辰 | 己巳 | 庚午 | 辛未 | 壬申 | 癸酉 | 甲戌 | 乙亥 | 丙子 | 丁丑 |
| 乙     | 庚     | 戊寅 | 己卯 | 庚辰 | 辛巳 | 壬午 | 癸未 | 甲申 | 乙酉 | 丙戌 | 丁亥 | 戊子 | 己丑 |
| 丙     | 辛     | 庚寅 | 辛卯 | 壬辰 | 癸巳 | 甲午 | 乙未 | 丙申 | 丁酉 | 戊戌 | 己亥 | 庚子 | 辛丑 |
| 丁     | 壬     | 壬寅 | 癸卯 | 甲辰 | 乙巳 | 丙午 | 丁未 | 戊申 | 己酉 | 庚戌 | 辛亥 | 壬子 | 癸丑 |
| 戊     | 癸     | 甲寅 | 乙卯 | 丙辰 | 丁巳 | 戊午 | 己未 | 庚申 | 辛酉 | 壬戌 | 癸亥 | 甲子 | 乙丑 |

## 같이 보기
- 세차
- 일진
- 시주